# 蓑虫美術館
蓑虫美術館（みのむしびじゅつかん、Minomushi Museum、MNMSM）は、埼玉県蓮田市大字黒浜にある美術館。
郷土美術やコンテンポラリーアートを展示する。

## 概要
耕作放棄地の美化、美術作品の展示を目的としている。
名前は、縄文時代の遮光器土偶を発見した蓑虫山人から取られている。2021年に開館する。culture の由来は agriculture とし、農耕や大地、郷土に、ちなんだ作品を展示する。敷地面積1m2。

## 沿革
2018年、埼玉県蓮田市にあった耕作放棄地を、埼玉に漆を植える会 が、環境の美化と、漆の木を文化的に観察できる場所として借り上げ。縄文うるしパーク を開園。
2021年、美術家の山内崇嗣が、祠程度の小型美術館を提案と設計をする。埼玉に漆を植える会 のメンバーと共に建設する。
2021年、開館する。